# Nämnden för hemslöjdsfrågor
Nämnden för hemslöjdsfrågor är en svensk statlig förvaltningsmyndighet som ska ta initiativ till, planera, samordna och göra insatser för att främja hemslöjd. Myndigheten fördelar statliga bidrag till hemslöjdsfrämjande verksamhet.
Nämnden för hemslöjdsfrågor inrättades 1981 som en självständig myndighet efter förslag av 1977 års hemslöjdsutredning. Nämnden tillhörde Industridepartementet fram till 1992, då hemslöjdsfrågorna flyttades över till Kulturdepartementet. Tillväxtverket utför administrativa uppgifter åt myndigheten.
Myndigheten stärker hemslöjden i hela Sverige genom att planera, driva och följa upp aktiviteter med såväl kulturella som ekonomiska perspektiv samt genom statligt stöd. En viktig del i arbetet är information, utbildning och samordning av ett 70-tal hemslöjdskonsulenter runt om i landet.
Statskontoret föreslår i rapporten En form för kollektivt beslutsfattande (juni 2024) att regeringen överväger att göra om Nämnden för hemslöjdsfrågor till ordinarie uppgifter i en annan myndighet, exempelvis Statens kulturråd. Det skulle innebära att myndigheten avvecklas samtidigt som verksamheten finns kvar i annan form.